# Foro (urbanistica)

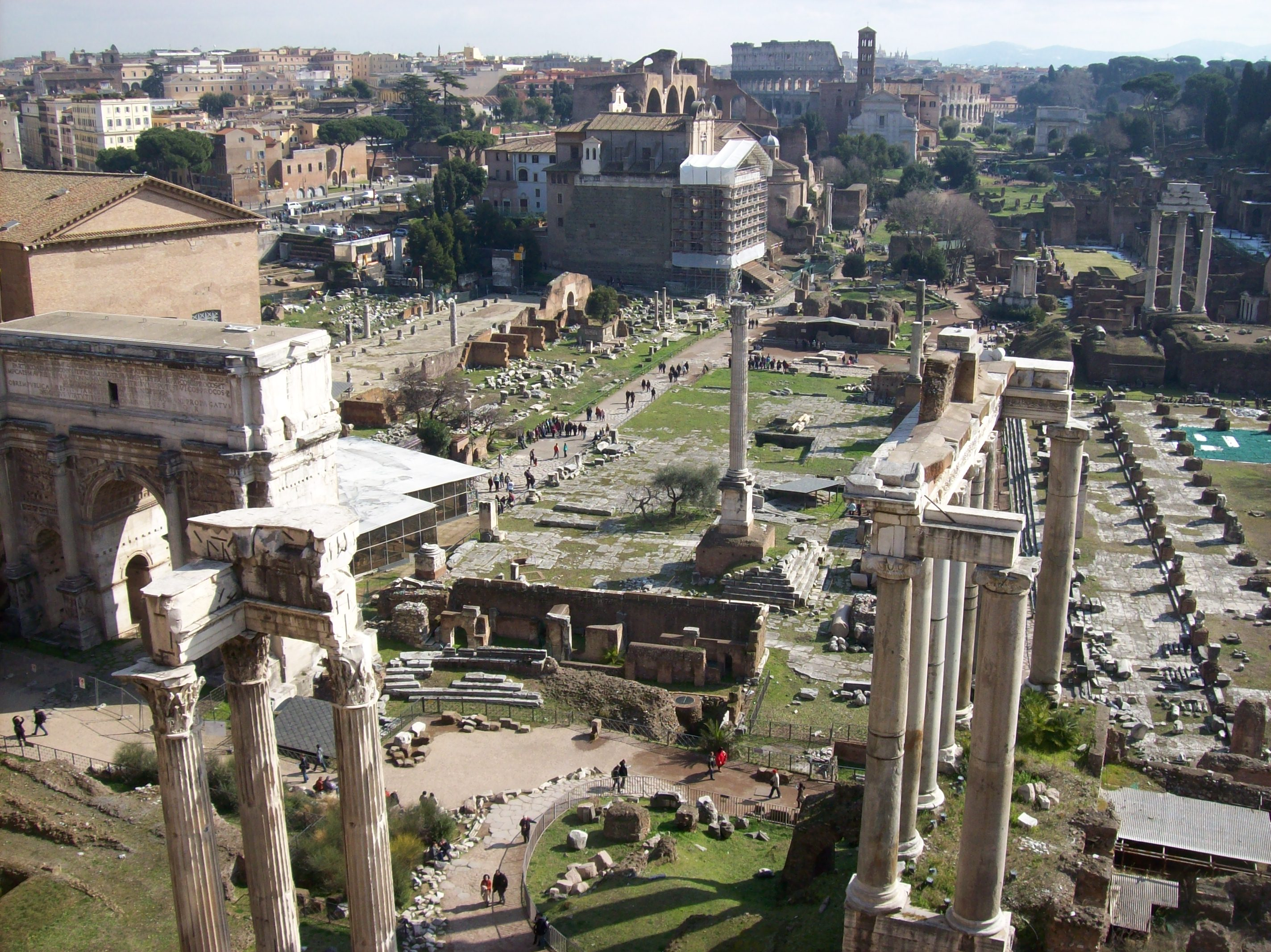
Roma, Foro Romano visto da Palazzo Senatorio

Nella storia romana il foro (in latino forum) era la principale piazza, o comunque il più importante luogo di pubblico ritrovo, di ogni città e di ogni territorio rurale (in zone prive di insediamenti urbani). Presso ciascun foro erano situati molti edifici pubblici e aveva luogo il mercato; le città maggiori avevano più fori, in ognuno dei quali si teneva uno specifico mercato (del pesce, del vino, dei buoi ecc.). Ogni foro si trovava generalmente all'incrocio delle due strade cittadine principali: il cardine (cardo) e il decumano massimo; nelle zone rurali esso sorgeva in genere all'incrocio tra due strade consolari. Poiché tra gli edifici del foro vi erano anche quelli (basiliche) dove si tenevano le udienze e si discutevano le cause davanti ai magistrati, si è originato il significato moderno, giuridico, di "autorità competente per territorio".

## Toponimi derivati

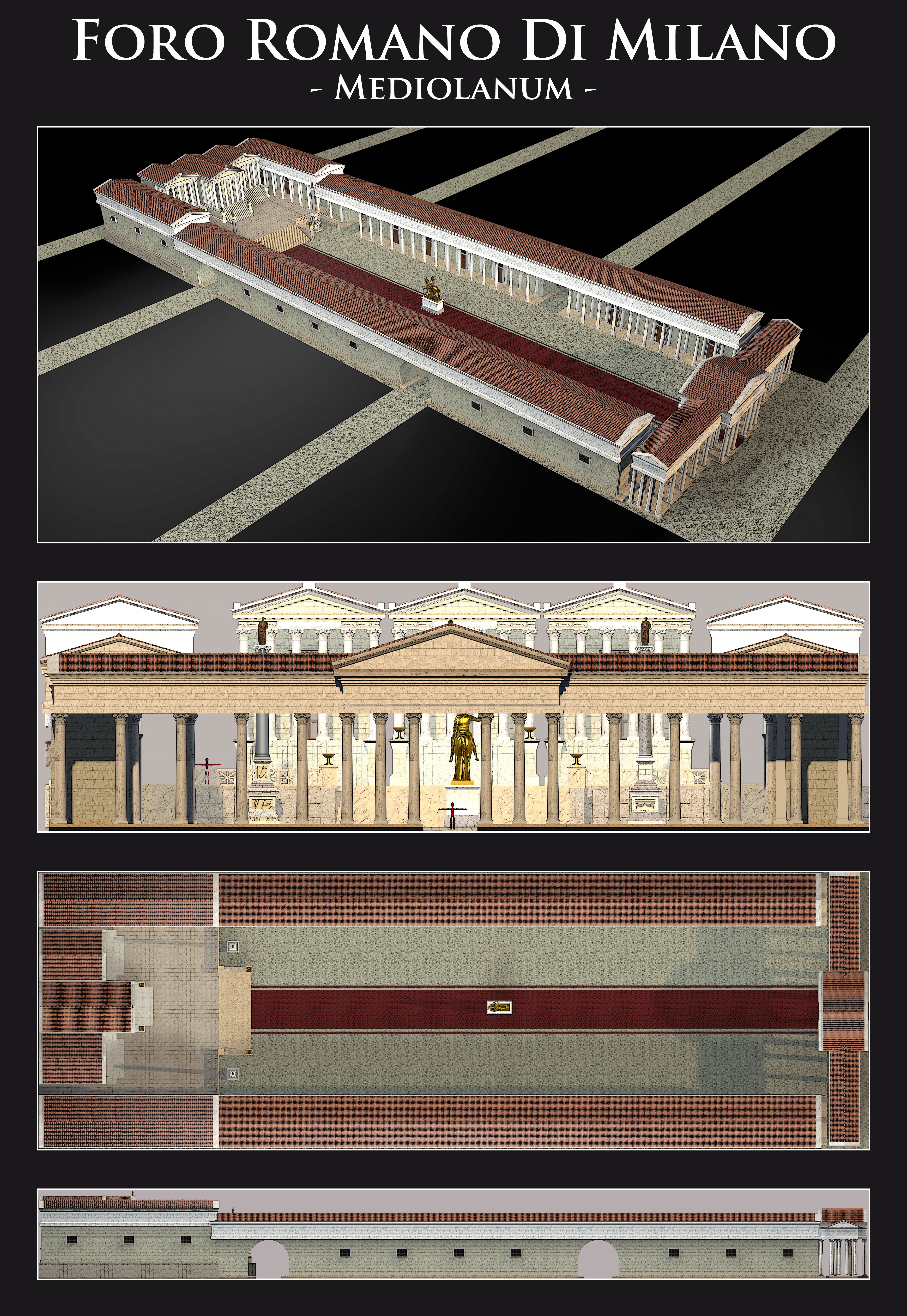
Ricostruzione grafica del foro romano di Milano (Mediolanum).

Il termine entra inoltre in numerosi toponimi, indicando il centro politico ed amministrativo di un territorio privo di un centro abitato preesistente. Quasi sempre acquista velocemente vere caratteristiche urbane.
Esempi di città nate in questo modo sono:
- Forum Aemilii (area archeologica di Flumeri lungo la Via Appia, al caput viae della Via Aemilia)
- Forum Appii (Borgo Faiti, frazione del comune di Latina)
- Forum Aurelii (Montalto di Castro)
- Forum Cassii (chiesetta di Santa Maria di Forcassi, presso Vetralla)
- Forum Clodii (chiesa dei Santi Marco, Marciano e Liberato, presso Canale Monterano)
- Forum Clodii (Garfagnana)[1]
- Forum Cornelii (Imola)
- Forum Decii (Bacugno, frazione di Posta (RI)
- Forum Flaminii (San Giovanni Profiamma, frazione di Foligno)
- Forum Fulvii (Villa del Foro, presso Alessandria)
- Forum Gallorum (Castelfranco Emilia)
- Forum Iulii (Cividale del Friuli)
- Forum Iulii (Fréjus, Francia)
- Forum Lepidi (Reggio Emilia)
- Forum Livii (Forlì)
- Forum Novum (Vescovio, presso Torri in Sabina)
- Forum Novum (Fornò, presso Forlì)
- Forum Novum (Fornovo, Parma)
- Forum Novum (Fornonuovo, tra Paduli e Sant'Arcangelo Trimonte)
- Forum Popilii (Forlimpopoli)
- Forum Sempronii (Fossombrone)
- Forum Traiani (Fordongianus)
- Forum Vibii (Cavour)

## Caratteristiche
Il foro era il cuore dell'attività politica, amministrativa ed economica romana (come l'agorà lo era per i Greci). 
Era una piazza rettangolare, sul cui perimetro si ergevano dei portici. Intorno al foro si trovava la basilica, un'aula colonnata che ospitava il tribunale e la "borsa" romani. Poi c'erano la curia, dove si riuniva il Senato, e il Comitium, la sede dell'assemblea popolare. 
A una estremità sorgeva il tempio di Giove, che rappresentava la replica ideale del tempio di Giove Capitolino: esso simboleggiava la presenza di Roma attraverso il suo Dio più potente, come a significare che esso controlli la città. Nel foro, infine, erano presenti statue e monumenti dedicati a cittadini illustri.
Come leggiamo nel De verborum significatione di Sesto Pompeo Festo, grammatico del II sec. d.C., essendo anche luogo di mercato, il foro era servito da canali di acqua corrente presso i quali usavano trattenersi indigenti e senza-dimora, i quali erano pertanto chiamati 'i canalicoli forensi'.